# Mistrovství světa v ledním hokeji 2005 (Divize II)
Mistrovství světa v ledním hokeji (Divize II) se probíhala ve dnech 4. dubna–16. dubna 2005 ve městech Záhřeb (Skupina A) a Bělehrad (Skupina B).

## Skupiny

### Skupina A
| Poř. | Země        | Z | V | R | P | Skóre | B  |
| ---- | ----------- | - | - | - | - | ----- | -- |
| 1.   | Chorvatsko  | 5 | 5 | 0 | 0 | 46:6  | 10 |
| 2.   | Austrálie   | 5 | 4 | 0 | 1 | 34:5  | 8  |
| 3.   | Korea       | 5 | 3 | 0 | 2 | 26:9  | 6  |
| 4.   | Bulharsko   | 5 | 2 | 0 | 3 | 22:26 | 4  |
| 5.   | Nový Zéland | 5 | 1 | 0 | 4 | 14:31 | 2  |
| 6.   | Turecko     | 5 | 0 | 0 | 5 | 5:70  | 0  |

 Turecko -  Jižní Korea 0:14 (0:8, 0:2, 0:4)
10. dubna – Záhřeb
 Nový Zéland -  Austrálie 0:4 (0:1, 0:2, 0:1)
10. dubna – Záhřeb
 Bulharsko -  Chorvatsko 1:9 (0:3, 0:3, 1:3)
10. dubna – Záhřeb
 Austrálie -  Turecko 20:1 (10:0, 6:0, 4:1)
11. dubna – Záhřeb
 Jižní Korea -  Bulharsko 7:0 (4:0, 3:0, 0:0)
11. dubna – Záhřeb
 Chorvatsko -  Nový Zéland 14:0 (5:0, 5:0, 4:0)
11. dubna – Záhřeb
 Jižní Korea -  Nový Zéland 3:0 (2:0, 0:0, 1:0)
13. dubna – Záhřeb
 Turecko -  Bulharsko 0:13 (0:1, 0:6, 0:6)
13. dubna – Záhřeb
 Chorvatsko -  Austrálie 3:2 (0:1, 1:0, 2:1)
13. dubna – Záhřeb
 Bulharsko -  Nový Zéland 7:6 (1:2, 5:4, 1:0)
14. dubna – Záhřeb
 Austrálie -  Jižní Korea 4:0 (1:0, 2:0, 1:0)
14. dubna – Záhřeb
 Chorvatsko -  Turecko 15:1 (6:0, 3:1, 6:0)
14. dubna – Záhřeb
 Austrálie -  Bulharsko 4:1 (1:1, 0:0, 3:0)
16. dubna – Záhřeb
 Nový Zéland -  Turecko 8:3 (3:0, 2:2, 3:1)
16. dubna – Záhřeb
 Jižní Korea -  Chorvatsko 2:5 (1:2, 1:0, 0:3)
16. dubna – Záhřeb

### Skupina B
| Poř. | Země                | Z | V | R | P | Skóre | B |
| ---- | ------------------- | - | - | - | - | ----- | - |
| 1.   | Izrael              | 5 | 4 | 1 | 0 | 21:11 | 9 |
| 2.   | Srbsko a Černá Hora | 5 | 4 | 0 | 1 | 30:10 | 8 |
| 3.   | KLDR                | 5 | 2 | 1 | 2 | 14:17 | 5 |
| 4.   | Belgie              | 5 | 2 | 0 | 3 | 13:19 | 4 |
| 5.   | Španělsko           | 5 | 1 | 0 | 4 | 8:15  | 2 |
| 6.   | Island              | 5 | 1 | 0 | 4 | 12:26 | 2 |

 Izrael -  KLDR 4:4 (0:0, 2:1, 2:3)
4. dubna – Bělehrad 
 Island -  Belgie 3:4 (1:2, 1:1, 1:1)
4. dubna – Bělehrad 
 Španělsko -  Srbsko a Černá Hora 0:6 (0:2, 0:1, 0:3)
4. dubna – Bělehrad 
 Belgie -  Španělsko 2:1 (1:0, 0:1, 1:0)
5. dubna – Bělehrad
 Island -  KLDR 3:2 (1:2, 1:0, 1:0)
5. dubna – Bělehrad 
 Srbsko a Černá Hora -  Izrael 1:5 (0:2, 1:1, 0:2)
5. dubna – Bělehrad
 Španělsko -  Island 5:2 (0:1, 2:0, 3:1)
7. dubna – Bělehrad 
 Belgie -  Izrael 4:7 (2:4, 1:2, 1:1)
7. dubna – Bělehrad 
 Srbsko a Černá Hora -  KLDR 7:1 (1:0, 4:0, 2:1)
7. dubna – Bělehrad
 KLDR -  Belgie 3:1 (0:0, 1:0, 2:1)
8. dubna – Bělehrad 
 Španělsko -  Izrael 0:1 (0:0, 0:0, 0:1)
8. dubna – Bělehrad
 Island -  Srbsko a Černá Hora 2:11 (0:6, 2:3, 0:2)
8. dubna – Bělehrad 
 Izrael -  Island 4:2 (0:0, 2:0, 2:2)
10. dubna – Bělehrad 
 KLDR -  Španělsko 4:2 (2:2, 0:0, 2:0)
10. dubna – Bělehrad 
 Belgie -  Srbsko a Černá Hora 2:5 (2:2, 0:2, 0:1)
10. dubna – Bělehrad